# 王广谦
王广谦（1955年9月—），男，山东东平人，中国金融中介学、中央银行学专家，享受国务院政府特殊津贴。曾任中央财经大学校长，高级经济师，教授、博士生导师。

## 生平
1973年11月至1978年4月在中国人民解放军服兵役。1978年9月至1979年8月在中学任教。1979年9月至1986年7月在中央财政金融学院进行本科及研究生学习，先后获得学士、硕士学位。
1986年留校在中央财政金融学院（今中央财经大学）任教。1986年9月至1989年9月在国务院发展研究中心做研究咨询工作。1987年4月至1987年6月在澳大利亚新南威尔士大学交流访问。1988年4月至1994年12月 担任中央财政金融学院金融系系主任。1991年进入中国人民大学学习，1995年获得博士学位。1994年至1996年担任中央财政金融学院（今中央财经大学）副院长。1996年任中央财经大学校长。

## 社会兼职
2004年入选教育部首届社会科学委员会。

## 荣誉
1998年入选中国财政部“跨世纪学术带头人”，人事部等七部委“百千万人才工程”。

## 学术作品
- 《当代西方金融理论》 中央电大出版社 1990年
- 《中国证券市场》 中国财经出版社 1991年
- 《经济发展中金融的贡献与效率》中国人民大学出版社 1997年
- 《中国经济增长波动与政策选择》 中国财经出版社 1999年
- 《中央银行学》 高等教育出版社 1999年
- 《金融中介学》 高等教育出版社 2003年
- 《二十世纪西方货币金融理论研究进展与述评》 经济科学出版社 2003年